# 2052
Rok 2052 (MMLII) gregoriánského kalendáře začne v pondělí 1. ledna a skončí v úterý 31. prosince.

## Předpokládané a naplánované události
- 14. ledna – 100. výročí zahájení vysílání pořadu Today
- 30. března – V částech Severní Ameriky dojde k úplnému zatmění Slunce
- 9. října – 100. výročí vzniku sídla OSN na Manhattanu
- Budou se konat Letní olympijské hry 2052